# Marita Breuer
Marita Breuer, née à Düren le 20 janvier 1953), est une actrice allemande.

## Filmographie

### Cinéma
- 2000 : La Princesse et le Guerrier de Tom Tykwer
- 2013 : Heimat d'Edgar Reitz

### Télévision
- 1981 : Un cas pour deux
- 1984 : Heimat
- 1984 : L'Enquêteur (Der Fahnder)
- 2001 : Vice Squad